# 4763 Ride
4763 Ride eller 1983 BM är en asteroid i huvudbältet som upptäcktes den 22 januari 1983 av den amerikanske astronomen Edward L.G. Bowell vid Anderson Mesa Station. Den är uppkallad efter den amerikanska astronauten Sally Ride.
Asteroiden har en diameter på ungefär 10 kilometer och den tillhör asteroidgruppen Eunomia.